# Лесогорски
Лесогорски (на руски: Лесогорский) е селище от градски тип в Русия, разположено във Виборгски район, Ленинградска област. Населението му към 1 януари 2018 година е 3208 души.